# بیلی الیات
بیلی الیات (به انگلیسی: Billy Elliott) بازیکن فوتبال زادهٔ ۲۰ مارس ۱۹۲۵ اهل کشور انگلستان که سابقهٔ بازی در تیم ملی فوتبال انگلستان را در کارنامهٔ خود دارد. وی در تاریخ ۱۸ مه ۱۹۵۲ نخستین بازی ملی خود را در مقابل تیم ملی فوتبال ایتالیا انجام داد و با حضور در ۵ بازی ملی، در تاریخ ۲۶ نوامبر ۱۹۵۲ واپسین بازی ملی‌اش را در برابر تیم ملی فوتبال بلژیک برگزار کرد.
این بازیکن توانسته در بازی‌های ملی، ۳ گل به ثمر برساند.